# Башлыков, Юрий Иванович
Юрий Иванович Башлыков, в сане Георгий (9 июня 1936, Москва — 25 июля 2014, Москва) — советский российский легкоатлет, преподаватель физического воспитания, священнослужитель.
Как спортсмен специализировался на спринте, выступал на всесоюзном уровне в 1950-х и 1960-х годах — трёхкратный чемпион СССР, победитель Спартакиады народов СССР, призёр первенств всесоюзного значения. Бронзовый призёр Спартакиады дружественных армий 1958. Представлял Москву, спортивное общество «Буревестник» и Вооружённые силы. Мастер спорта СССР (1957).
В 1962—1996 годах — преподаватель кафедры физического воспитания МГУ. Кандидат педагогических наук. Доцент.
С 1998 года — диакон Русской православной церкви, служивший в Храме Великомученика Георгия Победоносца в Старых Лучниках.

## Биография
Родился 9 июня 1936 года в Москве.
Занимался лёгкой атлетикой на стадионе «Буревестник» под руководством тренера Алексея Никифоровича Александрова, выступал за добровольное спортивное общество «Буревестник».
Окончив Московский областной педагогический институт, в 1957—1962 годах проходил службу в рядах Советской Армии.
Первого серьёзного успеха на всесоюзном уровне добился в сезоне 1955 года, когда на чемпионате СССР в Тбилиси с командой Москвы выиграл бронзовую медаль в зачёте эстафеты 4 × 100 метров.
В 1956 году на чемпионате страны в рамках Первой летней Спартакиады народов СССР в Москве вместе с партнёрами по московской команде Владимиром Сухаревым, Вячеславом Ширинским и Борисом Токаревым одержал победу в эстафете 4 × 100 метров.
В 1959 году на II летней Спартакиаде народов СССР в Москве завоевал серебряную награду в той же дисциплине, пропустив вперёд только сборную Украинской ССР.
В 1960 году на чемпионате СССР по эстафетному бегу в Киеве с армейской командой занял первое место в эстафете 4 × 100 метров.
В 1962 году на чемпионате СССР по эстафетному бегу в Ташкенте вновь победил в эстафете 4 × 100 метров, став таким образом трёхкратным чемпионом страны в данной дисциплине.
После завершения спортивной карьеры проявил себя как тренер и преподаватель. В течение многих лет преподавал на кафедре физического воспитания Московского государственного университета. Кандидат педагогических наук. Доцент.
С 1989 года участвовал в восстановлении Храма Сергия Радонежского в Бибиреве, служил там алтарником.
В 1993—1995 годах учился на пастырско-богословском факультете Православного Свято-Тихоновского гуманитарного университета, но по семейным обстоятельствам не смог закончить обучение.
Служил алтарником и чтецом в Храме Митрофана Воронежского на Хуторской, затем клириком в Храме Великомученика Георгия Победоносца в Старых Лучниках. 4 марта 1998 года в Храме Всех Святых во Всехсвятском митрополитом Тихоном (Емельяновым) рукоположен в сан диакона с именем Георгий.
Награждён медалью Преподобного Сергия Радонежского II степени (2001), орденом Святого благоверного князя Даниила Московского III степени (2006), удостоен права ношения двойного ораря (2008).
Умер 25 июля 2014 года в результате тяжёлой болезни в возрасте 78 лет. Похоронен на Малаховском кладбище.